# كلوستريديوم رمحي الشكل
كلوستريديوم هاستيفورم أو كلوستريديوم رمحي الشكل هو نوع من البكتيريا من فصيلة كلوستريدياسيا.